# Illésfalva
Illésfalva (szlovákul: Iliašovce, korábban Eliášovce, németül: Sperndorf/Selgersdorf, latinul Villa Sperarum/Ursi Villa) község Szlovákiában, a Kassai kerület Iglói járásában.

## Fekvése
Iglótól 7 km-re északnyugatra, Lőcsétől 6 km-re délnyugatra fekszik.

## Története
A régészeti leletek tanúsága szerint határában már a kőkorszakban éltek emberek.
A kora Árpád-kori települést 1241-ben a tatárok pusztították el, ezután német telepesekkel – szászokkal – telepítették be. Illésfalvát 1263-ban „villa Ursi” néven említik először, ekkor Szepes várának tartozéka volt. Kiváltságait 1271-ben V. Istvántól nyerte, lakói szabad polgárok voltak. A földművelés mellett főként kézművességgel foglalkoztak. 1282-ben „Helyaszaza” néven szerepel oklevélben, 1320-ban német nevén: „Spernsdorf” alakban említik.
Mai magyar nevén először 1354-ben „Ilysfalua” alakban említi oklevél. A település fejlődésére kedvezőtlenül hatott Luxemburgi Zsigmond politikája, a szepesi városok lengyel zálogba adása. Még végzetesebbnek bizonyult azonban az 1465-ös esztendő, amikor Szapolyai Imre birtoka lett és elveszítve korábbi jelentőségét egyszerű faluvá vált. A 16. század közepén itt is teret hódított a reformáció és lakói evangélikus hitre tértek. A Szapolyaiak után a Thurzók lettek a falu ura, majd a család 1636-os kihalása után a katolikus Csákyaké lett a település. Ennek hatására lakói újra felvették a katolikus hitet és nem vettek részt a 17. századi Habsburg ellenes harcokban. 1678-ban megtámadták és kirabolták a kurucok. A  Csáky család nagyszabású építkezéseket folytatott a falu területén. A régi romos kastélyt és templomot újjáépíttették és a falu mellett új nyári lakot építettek.
A 18. század végén Vályi András így ír róla: ILLÉSFALVA. „Illasevcze, Selgarsdorf, Villa Spinarum. Tót falu Szepes Várm. földes Ura G. Csáky Uraság, lakosai katolikusok, fekszik Lőtséhez fél mértföldnyire, határja termékeny, réttye kevés, de jó, legelője, fája mind a’ két féle, piatzozása Iglón, és Lőtsén.”
Az 1831-es év újabb tragédiát hozott a községre, ekkor kolerajárvány pusztította el a lakosság nagy részét.
Fényes Elek 1851-ben kiadott geográfiai szótárában így ír a faluról: „Illyésfalva, (Sperndorf), tót falu, Szepes vmegyében, Smizsánhoz éjszakra 3/4 órányira: 441 kath., 119 evang. lak. Kastély. Tehenészet. Sörház. F. u. gr. Csáky Imre.”
A trianoni diktátumig Szepes vármegye Lőcsei járásához tartozott.

## Népessége
| Év:            | 1994. | 2004.   | 2014.   | 2024.   |
| -------------- | ----- | ------- | ------- | ------- |
| Emberek száma: | 930   | 972     | 969     | 1011    |
| Eltérés:       |       | +4,51 % | -0,30 % | +4,33 % |

| Év:            | 2023. | 2024.   |
| -------------- | ----- | ------- |
| Emberek száma: | 1012  | 1011    |
| Eltérés:       |       | -0,09 % |

1910-ben 612, túlnyomórészt szlovák anyanyelvű lakosa volt.
2001-ben 962 lakosából 874 szlovák és 85 cigány volt.
2011-ben 963 lakosából 923 szlovák volt.

## Nevezetességei
- Barokk templomát 1768-ban gróf Csáky István építtette, a korábbi romos templom helyén.
- A falu mellett található dombon, a Csáky István által Sans Souci-ra keresztelt nyári lak 1776 körül épült fel.